# Willi Heeks
Pas d'image ? Cliquez ici
Willi Heeks est un pilote automobile allemand, né le 13 février 1922 à Emsbüren, Allemagne, et mort le 13 août 1996 à Bocholt, Allemagne. Il a participé à deux courses du championnat du monde de Formule 1.

## Résultats en championnat du monde de Formule 1
| Saisons | Écurie | Châssis        | Moteurs            | 1   | 2   | 3   | 4   | 5   | 6   | 7   | 8   | 9   | Points inscrits | Classement |
| ------- | ------ | -------------- | ------------------ | --- | --- | --- | --- | --- | --- | --- | --- | --- | --------------- | ---------- |
| 1952    | Privée | AFM 6          | BMW 328            | SUI | IND | BEL | FRA | GBR | ALL | P-B | ITA |     | 0               | Non classé |
| 1952    | Privée | AFM 6          | BMW 328            |     | Abd |     |     |     |     |     |     |     | 0               | Non classé |
| 1953    | Privée | Veritas Meteor | Veritas Straight-6 | ARG | IND | P-B | BEL | FRA | GBR | ALL | SUI | ITA | 0               | Non classé |
| 1953    | Privée | Veritas Meteor | Veritas Straight-6 |     |     | Abd |     |     |     |     |     |     | 0               | Non classé |